# Oprič
Oprič (en italien : Oprino) est une localité de Croatie située dans la municipalité d'Opatija et dans le comitat de Primorje-Gorski Kotar. En 2001, la localité comptait 915 habitants.

## Démographie
| 1948 | 1953 | 1961 | 1971 | 1981 | 1991 | 2001 |
| ---- | ---- | ---- | ---- | ---- | ---- | ---- |
| 417  | 300  | 335  | 323  | 635  | 791  | 915  |